# Prince Lasha
Prince Lasha (Fort Worth, 1929. szeptember 10. –‎ Oakland, 2008. december 12.) amerikai alt- és baritonszaxofonos, klarinétos, fuvolás, angolkürtös.

## Pályafutása
A texasi Fort Worthben született, az I.M. Terrell High Schoolban tanult, ahol a diáktársai között volt John Carter, Ornette Coleman, King Curtis, Charles Moffett és Dewey Redman is.
Az 1950-es években Lasha Kaliforniába költözött. Az 1960-as években aktívan részt vett a feltörekvő free jazz mozgalomban, amelynek Ornette Coleman az egyik úttörője volt. Lasha 1963-ban Eric Dolphyval, valamint az Elvin Jones/Jimmy Garrison szextettel − McCoy Tyner közreműködésével − készített a lemezfelvételeket.
Lasha 1966-ban Európába költözött, és Londonban dolgozott. A Prince Lasha Ensemble Insight (1966) című albumát Angliában vették fel, és olyan zenészek szerepeltek benne, mint Bruce Cale, Dave Willis, Jeff Clyne, Rick Laird, Joe Oliver, David Snell, Mike Carr, Stan Tracey, John Mumford és Chris Bateson.
Lasha 1967-ben visszatért az Egyesült Államokba. Ott szorosan együttműködött Sonny Simmons szaxofonossal. Két albumot is rögzítettek: The Cry! (1962) és Firebirds (1967).
Az 1970-es években Lasha és Simmons további felvételeket készített Firebirds néven. 2005-ben felvette a The Mystery of Prince Lasha című albumot.
Lasha 2008. december 12-én halt meg a kaliforniai Oaklandben.

## Albumok
- The Cry! (1962) & Sonny Simmons
- Inside Story (3073, 1965, 1981)
- Insight (Prince Lasha album, 1966)
- Firebirds (1967) & Sonny Simmons
- Firebirds, Live at the Berkeley Jazz Festival Vol. 1
- Firebirds, Live at the Berkeley Jazz Festival Vol. 2
- Firebirds, And Now Music (1983) & Dennis Gonzalez, Webster Armstrong
- The Mystery of Prince Lasha & the Odean Pope Trio (2005)